# Crayon Shin-chan - Chō jikū! Arashi o yobu Ola no hanayome
Crayon Shin-chan - Chō jikū! Arashi o yobu Ola no hanayome (クレヨンしんちゃん 超時空！嵐を呼ぶオラの花嫁?, Kureyon Shin-chan - Chō jikū! Arashi o yobu Ora no hanayome), letteralmente "Crayon Shin-chan - Ultra dimensionale! La sposa Ola evoca la tempesta", è un film d'animazione del 2010 diretto da Akira Shigino.
Si tratta del diciottesimo film basato sul manga e anime Shin Chan. Come per gli altri film di Shin Chan, non esiste un'edizione italiana del lungometraggio.

## Personaggi e doppiatori
| Personaggio       | Doppiatore       |
| ----------------- | ---------------- |
| Shinnosuke Nohara | Akiko Yajima     |
| Hiroshi Nohara    | Keiji Fujiwara   |
| Misae Nohara      | Miki Narahashi   |
| Masao Sato        | Mie Suzuki       |
| Nene Sakurada     | Tamao Hayashi    |
| Tōru Kazama       | Mari Mashiba     |
| Boo               | Chie Satou       |
| Midori Yoshinaga  | Haruhi Terada    |
| Ume Matsuzaka     | Michie Tomizawa  |
| Masumi Ageo       | Kotono Mitsuishi |
| Enchiyou          | Rokurō Naya      |
| Mineko Kazama     | Sakiko Tamagawa  |

## Distribuzione

### Edizioni home video
In Giappone il film è stato distribuito in DVD il 26 novembre 2010.